# پرس دمپسی تی‌بلر
پِرس دِمپسی تِی‌بلر (انگلیسی: Perce Dempsey Tabler؛ ۲۳ نوامبر ۱۸۷۶ – ۷ ژوئن ۱۹۵۶) یک خوانندهٔ اپرا، قهرمان ورزشی، بازرگان و هنرپیشه اهل ایالات متحده آمریکا بود. او چهارمین بازیگری است که در نقش تارزان ظاهر شده است.